# Mányoki Attila

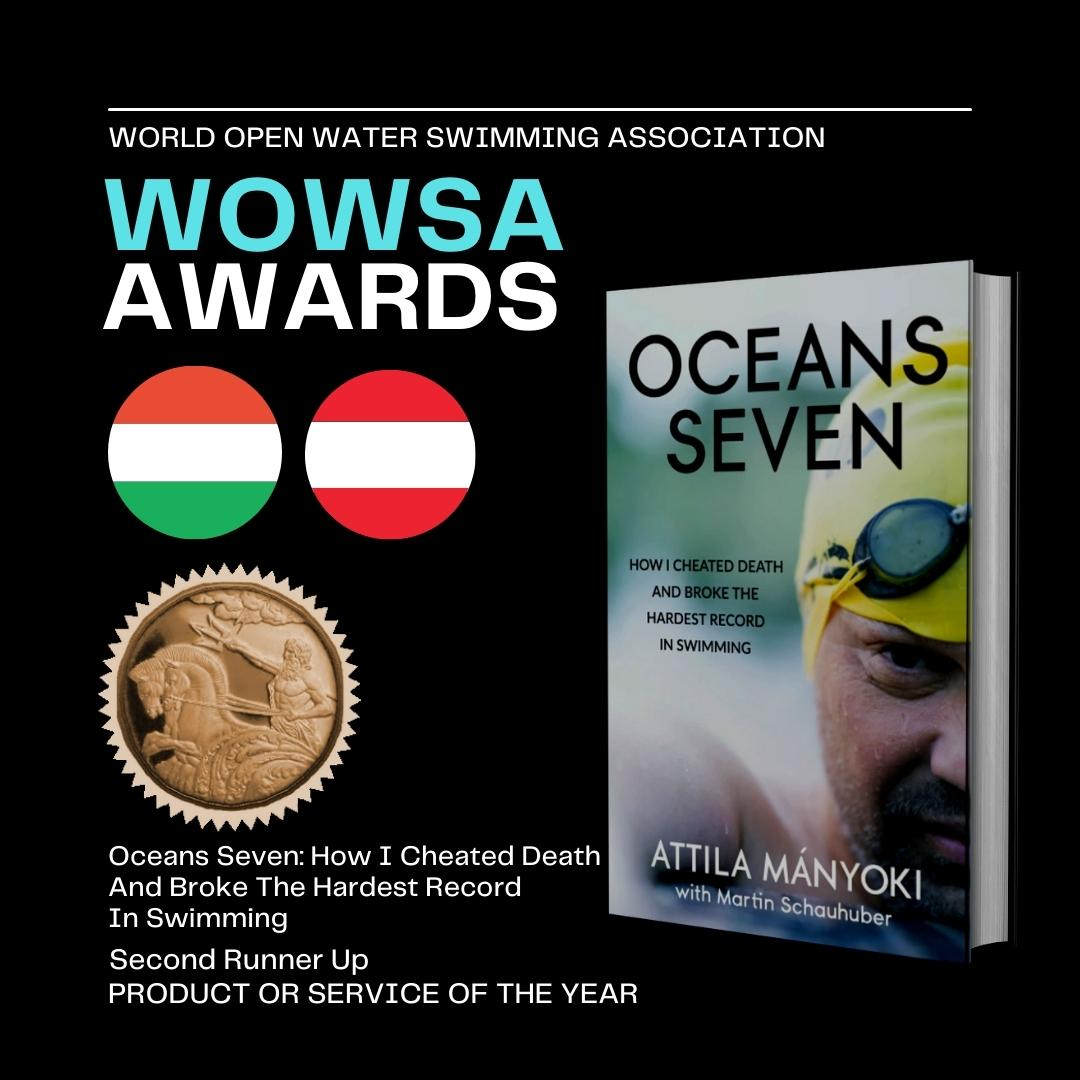
WOWSA elismerés

Mányoki Attila (Zalaegerszeg, 1973. szeptember 3. –)  magyar úszó, nyílt vízi hosszútáv úszó, elsőként úszta át hosszában a Balatont.

## Pályafutása

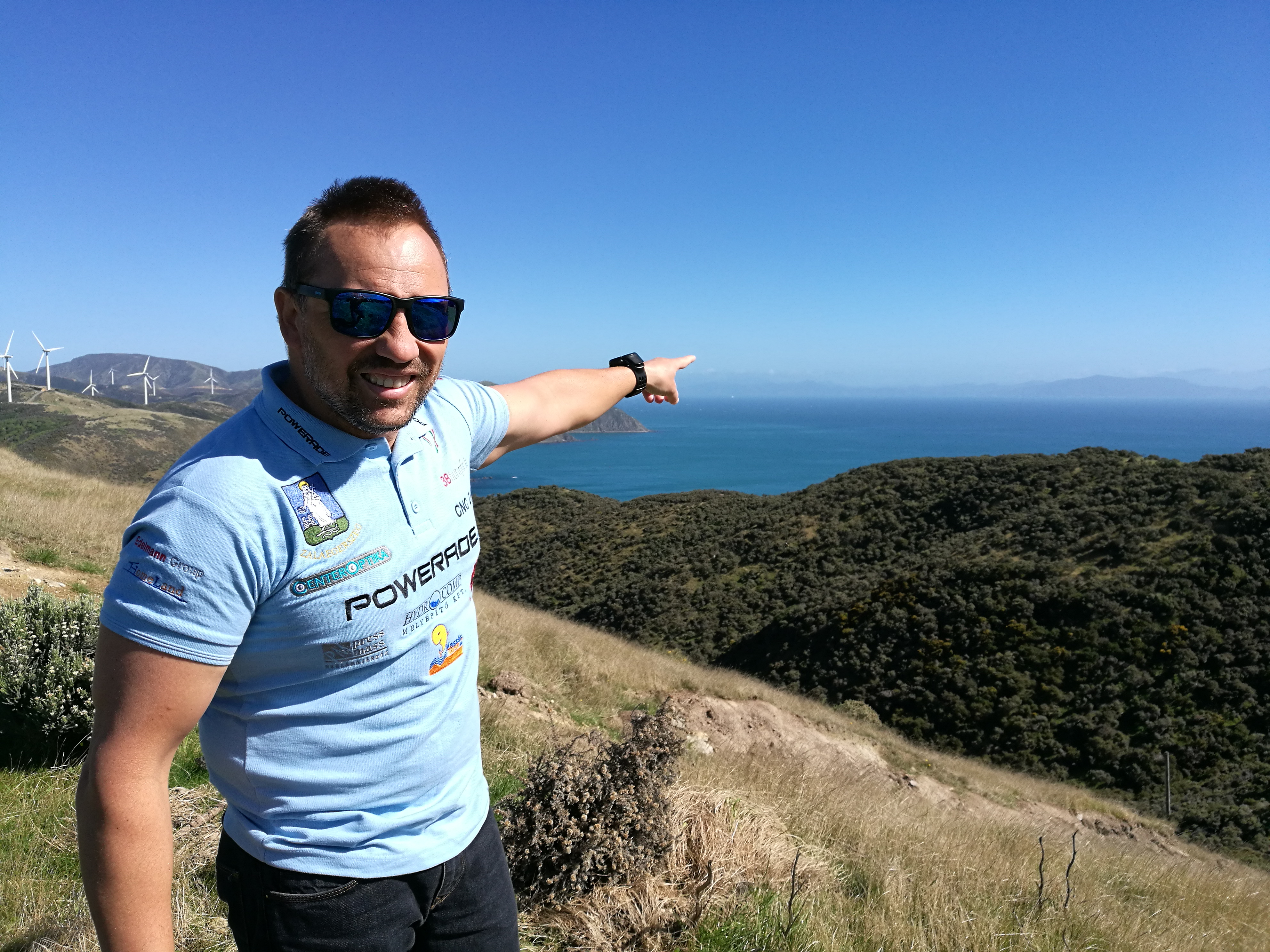
Mányoki Attila a Cook-szorosnál

Szülei vitték le a zalaegerszegi uszodába, asztmája miatt orvosi tanácsra. 1980-tól medencés számokban versenyzett. 1989-ben egy Balatonfüred – Siófok verseny után tért át a nyílt vízi hosszútávúszásra. 1991-től már nemzetközi viadalokon vett részt. 1992-től Budapesten készült tovább Tóth Csaba irányítása alatt. 1993-tól a világ számos pontján állt rajthoz Világ Kupa versenyeken, ahol 25-88 km-t kellett úszni változó körülmények között. 2004 szeptember 11-én indult utoljára Világ Kupa versenyen az amerikai Atlantic City-ben. 2004-ben Díszpolgári címet kapott a görögországi Koroni városában. 2004-től Nikos Gemelos az Olympiacos Pireus vezetőedzője utasítása és programja szerint készül a versenyekre. Első közös sikerük 2008-ban a Balaton hosszanti átúszása volt Balatonkenese és Keszthely között. A 79,6 km-es távot 25 óra és 32 perc alatt teljesített.  
2011-ben első magyarként átúszta a Balti-tengert Németország és Dánia között, melyet addig csak 9-en tudtak sikeresen teljesíteni a világból, és minden idők 3. legjobb idejével. 2013 augusztus 20-án átúszta a hosszútávúszás Everestjének számító La Manche-csatornát. A 48 km-t a 15-16 fokos vízben 10 óra 48 perc alatt teljesítette. 2013-as esztendő leggyorsabb férfi átúszója címet is elnyerte a La Manche-csatornán. A csatorna átúszásával pedig hivatalosan is elkezdte az Oceans_Seven sorozatot, mely a világ 7 legnehezebb csatorna átúszását fogja össze. Az angliai-csatorna átúszása után egy héttel pedig 1. helyet szerezte meg Görögországban 35 km-es távon.  
A 2014-es esztendőben a világ egyik legnehezebb átúszásának nevezett japán Tsugaru-csatornát sikerült átúsznia, minden idők második legjobb idejével. Ezzel teljesítette az Ocean’s Seven sorozat 2. állomását. A Honshu és Hokkaido közötti 37km-es távot 7 óra 29 perc alatt sikerült teljesítenie. A 2015-es éve is sikeres volt. A Molokai-csatorna átúszáshoz vezető út alatt 54km-t kellett úszni, melyet 12 óra 02 perc alatt sikerül teljesített. Ezzel az idővel sikerült megdönteni az addigi Világ rekordot is! Mindössze 12 nappal később pedig a californiai Catalina-csatorna átúszását sikerült megcsinálnia. A kimerítő átúszást végül 10 óra 59 perc alatt sikerült befejezni Palos Verde partjánál.  
2017. április 22-én az Ocean’s Seven sorozat 5. állomását teljesítette. Az Új-Zélandon található Cook-szoros leküzdése az egyik legnehezebb úszása volt a sportolói karrierje alatt. A 26 km-es távot a zord és hideg körülmények között is sikerült teljesíteni. A déli-szigetről az északi-szigetre való átúszás 6 óra 57 perc 49 másodpercet vett igénybe. Sikeres úszása befejeztével 106 fő mondhatta el magáról, hogy teljesítette ezt az átúszást. 2017 November 2-án sikeresen átúszta a Gibraltári-szorost 4 óra 9 perc alatt a spanyolországi Tarifa partjától a marokkói Cires pontig. A marokkói szikla megérintésével egy újabb állomást teljesített.  
2019 augusztus 26-án elérkezett az Ocean's Seven  utolsó állomásához, hogy Észak-Írországból indulva Skóciába érjen át. A két ország közötti Északi-csatorna a legnehezebb állomás volt számára. A starttól erős köd volt, mely pár órával később megszűnt, de a helyét átvették a hullámok. A fájdalmas medúzák is egyre többen lettek, de azon a napon felül tudott kerekedni a nehézségeken és 40 km megtétele után elérte a skót partot. Az Északi-csatorna átúszásához 12 óra 11 percre volt szüksége és ezzel a 18. személyként teljesítette az Ocean’s Seven sorozatot is, a leggyorsabb összetett idővel. A 7 állomás átúszása során 256km-t úszott, melyet 64 óra 33 perc alatt teljesített. 2019 november 17-én bemutatásra került a személyéről és az Északi-csatorna átúszásról készült dokumentumfilm: Ocean's Seven: Az északi pokol. 2021-ben elkezdett egy újabb kihívást a Still_Water_Eight sorozatot.  
2021 augusztus 8-án sikeresen teljesítette a sorozat első állomását a Zürichi-tó átúszásával. 2021-ben megjelent az életét és küzdelmeit bemutató angol nyelvű könyv, melyet az osztrák Martin Schauhuber írt, Oceans Seven: How I cheated death and broke the hardest record in swimming címmel. 2022-ben folytatta a Stillwater 8 sorozatot az izraeli Kineret-tó, más néven a Galileai tenger átúszásával. 6 óra 28 perc kellett neki, hogy átússza hosszában a tavat. 2022 július 1-én 3. helyen teljesített a Capri-Nápoly marathont. 

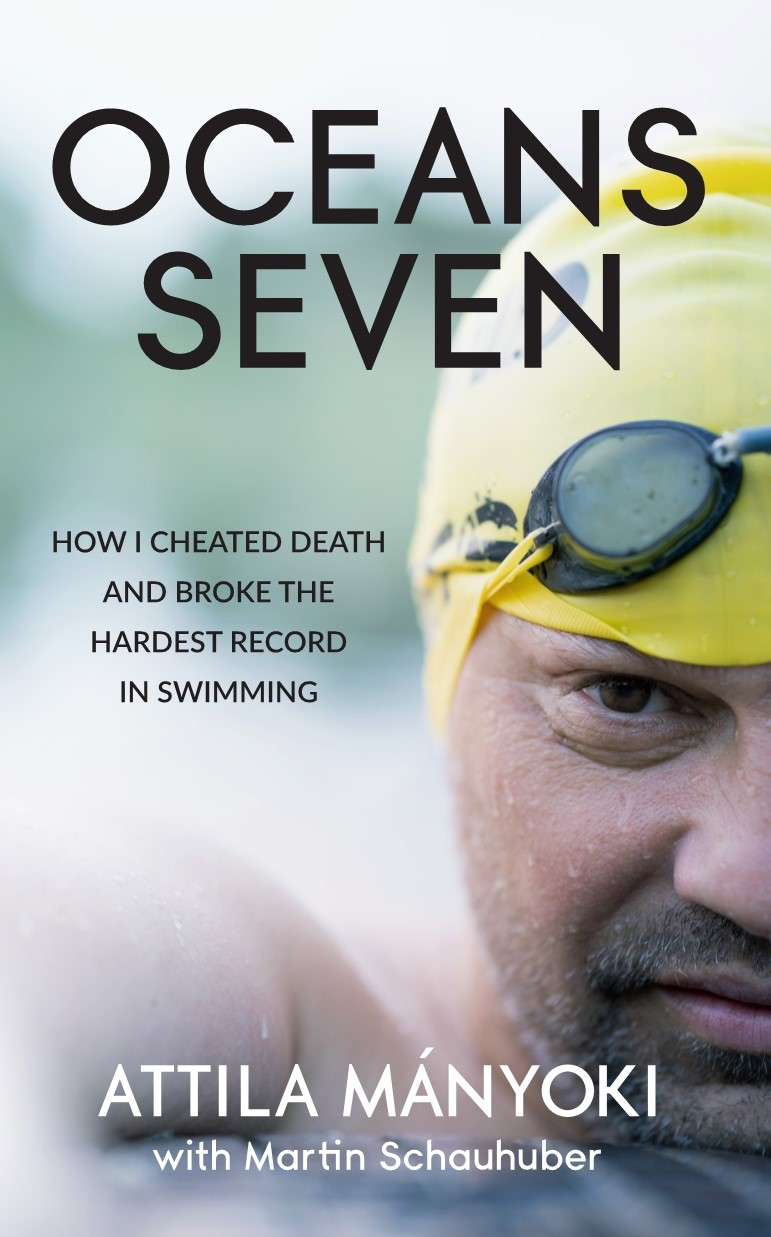
Könyv borító

## Balaton átúszás
A "Balaton térségének egysége" felhívással indult neki a Balaton hosszanti átúszásának 2007. augusztus 10-én. A Balatonkenese – Keszthely közti több mint 75 km-es távot 24 órán belül szerette volna teljesíteni. Az aznapi viharos balatoni időjárás megakadályozta tervének végrehajtásában. 2008-ban ismét nekiveselkedett a vizes kihívásnak. Nappal kissé viharos időben úszott, de az éjszaka nem zavarta és a nehézségek ellenére sikeresen átúszta a tavat. 79.6 km-t kellett neki úszni a partra érésig és ezt 25 óra 32 perc alatt teljesítette. Azóta sem sikerült senkinek teljesíteni az átúszást megállás nélkül a FINA szabályok szerint.

## Díjai, elismerései

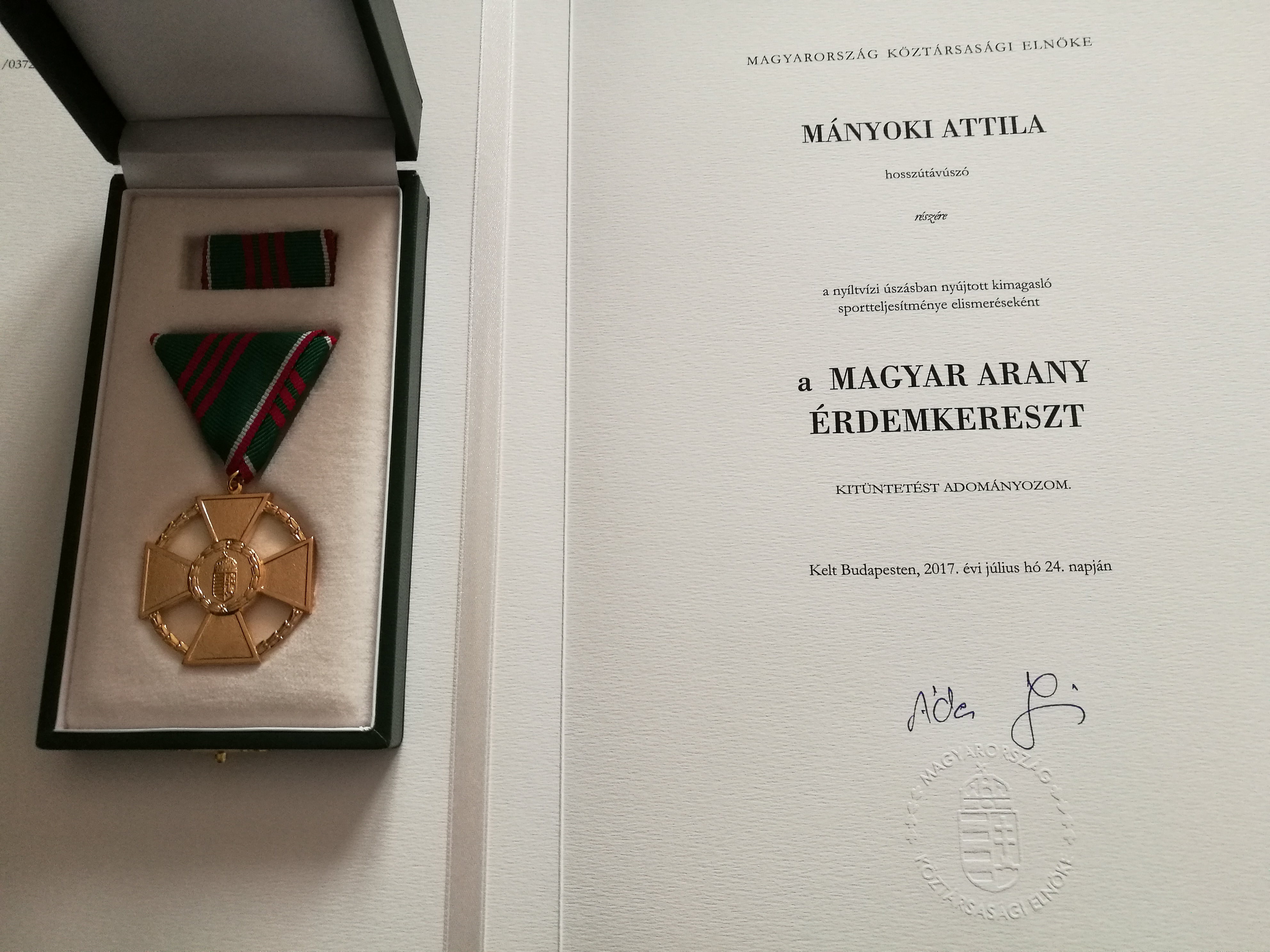
Magyar Aeany Érdemkereszt kitüntetés

2004-ben Koroni város (Görögország) díszpolgára. 2008-ban Zalaegerszeg-díjjal tüntettek ki. 2013-ban elnyerte a John Unicum Wood Cup díjat, mint az La Manche-csatorna CSA leggyorsabb férfi átúszója. 2016-tól tagja a Nemzetközi Marathon Úszók Hírességek Csarnoka tiszteletbeli úszója. 2017 augusztus 18-án Magyar Arany Érdemkereszt kitüntetést kapott. 2020 január 1-én a World Open Water Swimming Association jelölte a 2019-es Év Embere címre. 2020-ban Ex Libris díjat kapott. 2021 októberében Zalaegerszeg Díszpolgára kitüntető címet kapott. 2021-ben a World Open Water Swimming Association jelölte a róla készült angol nyelvű könyvet 2021-es Év Terméke címre. 2022-ben a Koraszülöttmentő és Gyermekintenzív Alapítvány Jószolgálati Nagykövete lett.